# Mariya Kuznetsova (luchadora)
Mariya Serguéyevna Kuznetsova (en ruso: Мария Сергеевна Кузнецова, 17 de diciembre de 1997) es una deportista rusa que compite en lucha libre.
Ganó dos medallas de bronce en el Campeonato Europeo de Lucha, en los años 2019 y 2020. En los Juegos Europeos de Minsk 2019 obtuvo una medalla de bronce en la categoría de 62 kg.

## Palmarés internacional
| Juegos Europeos    | Juegos Europeos     | Juegos Europeos   | Juegos Europeos |
| Año                | Lugar               | Medalla           | Categoría       |
| ------------------ | ------------------- | ----------------- | --------------- |
| 2019               | Minsk (Bielorrusia) | Medalla de bronce | 62 kg           |
| Campeonato Europeo |                     |                   |                 |
| Año                | Lugar               | Medalla           | Categoría       |
| 2019               | Bucarest (Rumania)  | Medalla de bronce | 65 kg           |
| 2020               | Roma (Italia)       | Medalla de bronce | 65 kg           |